# 菲羅塔斯 (安提柯的將軍)
菲羅塔斯（希臘語：Φιλώτας；前四世紀人物），是安提柯的馬其頓將軍。
前319年，安提柯命他設法與歐邁尼斯軍的銀盾兵軍官接觸，藉著賄絡方式誘使他們背叛歐邁尼斯，尤其以銀盾兵指揮官安提貞尼斯和透塔摩斯為主要重點目標。其中透塔摩斯受到誘惑而動搖，但他在安提貞尼斯規勸下打消此意，最後銀盾兵仍效忠歐邁尼斯。 

## 來源
- 威廉·史密斯，《希腊羅馬的神話和傳記辭典》,
- 西西里的狄奧多羅斯, Bibliotheca, XVIII. 62-63